# Die Glücksritter (Novelle)

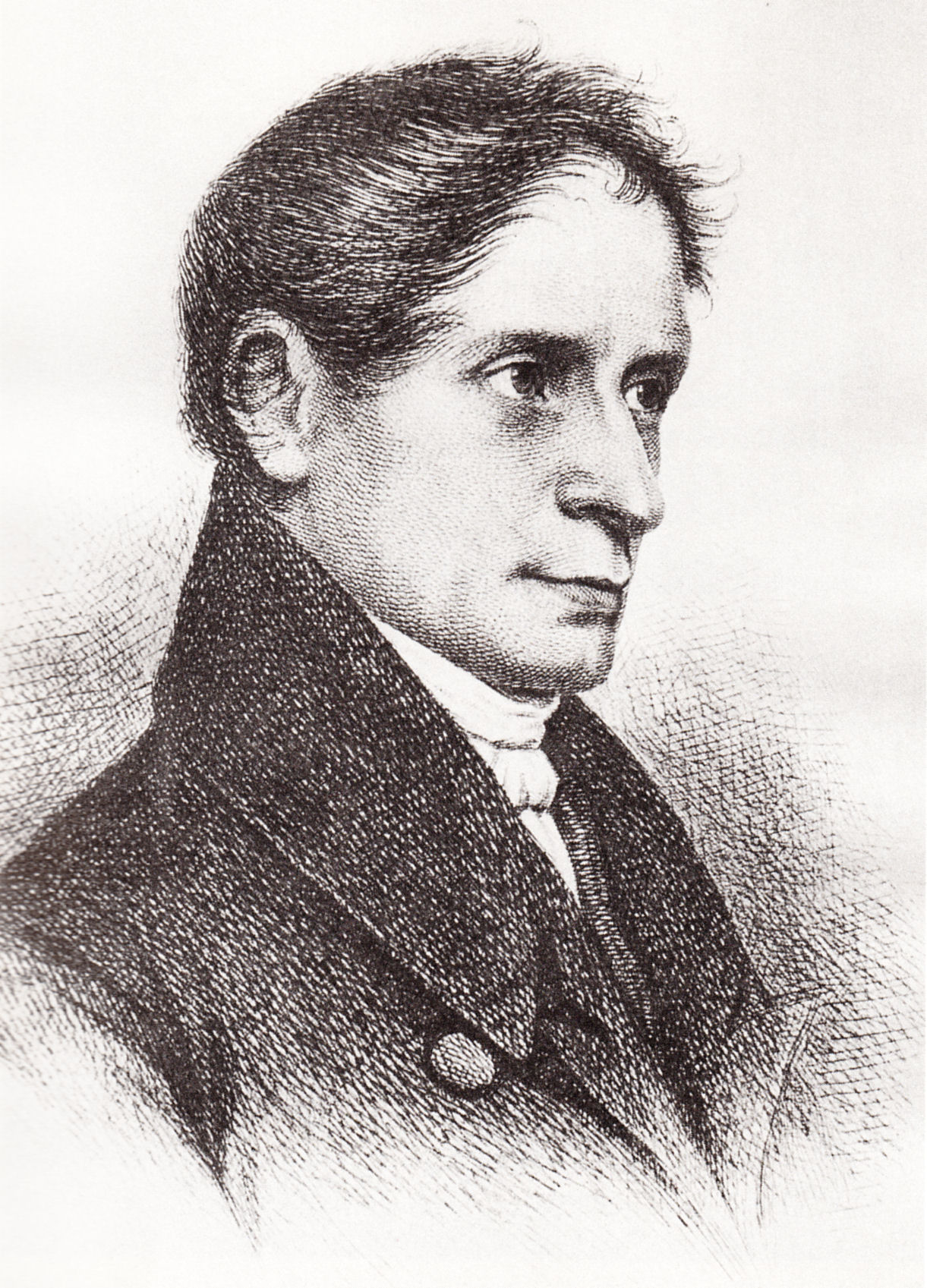
Joseph von Eichendorff

Die Glücksritter ist eine Novelle von Joseph von Eichendorff, die gegen Ende 1840 im zweiten Jahrgang des „Rheinischen Jahrbuchs für Kunst und Poesie“ in Köln als letzte zu Lebzeiten des Autors publizierte Erzählung erschien.
Der Vagabund Klarinett zieht seine Freiheit einer herrschaftlichen Existenz vor.

## Inhalt
1. Suppius und Klarinett
Anno 1648 in Halle und ein Stück saaleabwärts: Der Postillon peitscht Herrn Klarinett von der fahrenden Reisekutsche herunter. Der blinde Passagier fällt in einen blühenden Garten. Darin stiehlt er einer Gesellschaft eine Flasche Wein und eine Torte von der Tafel, verstaut sie in seinen Mantelsack und flieht. Klarinett wird von den Tortebesitzern bis nach Halle hinein verfolgt. Dort beziehen die Verfolger von dem ewigen Studenten Suppius Prügel. Der Raufbold hatte Klarinett für einen Kommilitonen in Not gehalten. Der Tortendieb ist aber ein wandernder Musikus. Gleichviel, der Errettete gibt Suppius von seinem Diebesgut ab. Die Freundschaft ist besiegelt.
2. Die Serenaden
Als dem Anschein nach die heimliche Geliebte des Studenten entführt wird, verfolgen die beiden neuen Freunde die Unholde. Die nächtliche Fahrt geht in einem Nachen die Saale hinab bis in eine Stadt. Die Verfolger können im Dunkeln wenig ausrichten und nächtigen in einer ausgespannten Reisekutsche. Als die Schläfer erwachen, ist das Gefährt – mit vier prächtigen Rossen bespannt – bereits unterwegs. Während eines bewaffneten Überfalls durch Strauchdiebe rettet sich der Kutscher mit einem Sprung vom Bock ins Gebüsch. Die Pferde aber gehen durch.
3. Waldesrauschen
Ein alter Puppenspieler zieht mit seinem Sohn Seppi und der Tochter Denkeli durch die vom Krieg verwüsteten Ortschaften. Denkeli fürchtet sich nicht vor den vorüberziehenden Landsknechten. Im Gegenteil: „Da ist der Siglhupfer dabei“, frohlockt sie. Das Mädchen meint seinen Geliebten. Als die drei vor einem vernachlässigten Schloss Halt machen, meint Denkeli ihren Siglhupfer oben auf dem Balkon stehend zu erkennen. Denkeli fragt beim Schlosspersonal nach und bekommt zur Antwort: „Das ist ja der Herr Rittmeister von Klarinett, der Bräutigam des gnädigen Fräuleins.“
4. Das verzauberte Schloß
Suppius und Klarinett geben sich vor dem gnädigen Fräulein Euphrosyne als durchreisende Adelige aus. Verwunderlich nur – ihre hochherrschaftliche Kutsche ohne Kutscher wurde in ihrer wilden Fahrt durch einen Pfeiler des Schlosshofes aufgehalten. Die zwei Freunde geraten nie in Verlegenheit. Auch in dem Fall nicht. Sie seien im Walde von Räubern überfallen worden. Klarinett kennt sich in der Gegend ein wenig aus und erzählt dem Fräulein die Sage von einem verzauberten Schlosse des Grafen Gerold. Wenig später erkennt Klarinett über der Tür betroffen das Wappen des Grafen. Fräulein Euphrosyne verliebt sich in Klarinett. Auch Freund Suppius meint, er habe Chancen bei dem Fräulein und erwägt, Klarinett im Fall der Vermählung als Kapellmeister einzustellen. Aber Euphrosyne gesteht Klarinett ihre Liebe.
5. Fortuna's Schildknappen
Jene oben genannten Strauchdiebe erweisen sich versprengte Landsknechte, die den Krieg noch ein wenig auf eigene Faust fortführen. Eichendorff lässt einen für alle sprechen: „Wir haben den faulen Bauern die Felder mit Blut gedüngt,... die Welt wird noch ersticken vor Langerweile.“ So wollen die unverbesserlichen Ewiggestrigen das Schloss einnehmen und haben Suppius und Klarinett schon als die in der Kutsche entwischten „Edelleute“ wiedererkannt. Als sie den beabsichtigten Überfall mit dem Puppenspieler besprechen, bangt Denkeli – nahe beim Vater mithörend – um das Leben ihres Siglhupfer. Das Mädchen will den Geliebten warnen; ihn retten. Also prescht Denkeli vor.
6. Viel Lärmen um Nichts
Die Vermählung des Klarinett/Siglhupfer mit dem Fräulein Euphrosyne steht indes unmittelbar bevor. Klarinett aber verschmäht nach kurzem Besinnen das „Schloß, drei Weiler, vier Teiche und fette Karpfen und Untertanen und Himmelbett“. Mit seinem Denkeli macht er sich auf und davon. Er bleibt „fortan in den Wäldern selig verschollen.“ „Reichgekleidete Jäger des Grafen Gerold“ vereiteln das Vorhaben der Landsknechte. Die Landsknechte erkennen in dem gnädigen Fräulein Euphrosyne „die tolle Sinka“. Das war die schöne Marketenderin im Regiment der „holk'schen Jäger“. Der Graf zieht mit seiner Tochter, der jungen Gräfin, in sein Schloss ein. Suppius traut den eigenen Augen kaum – die junge Gräfin, das ist in der Tat seine Angebetete aus Halle. Suppius, der ewige Student, macht doch noch „sein Glück“.

## Zitate
- „Der Schlaf probiert heimlich den Tod und der Traum die Ewigkeit.“[5]
- „Nichts [ist] langweiliger als Glück.“[6]

## Rezeption
Zeitgenossen
- Ludolf Wienbarg[7] lobt am 5. Dezember 1840 in den Hamburger „Literarischen und Kritischen Blättern der Börsen-Halle“ das „gesunde Deutsch“, die „klarsten Sprachtöne“ und sieht in der Novelle „einen Dichterstern blinken und funkeln“.
- In seiner Besprechung vom Dezember 1840 entdeckt ein Rezensent namens „F. W. D.“ in der von August Lewald publizierten Stuttgarter Zeitschrift „Europa. Chronik der gebildeten Welt“ die Selbstironie als Wesen der Romantik. Solche Novellen könnten „nie einen abgerundeten, nothwendigen Schluß“ haben. Eichendorff hasse die Sonne. Die Erzählung spiele „während der Dämmerung oder der Nacht“.[8]
- In einer im Dezember 1840 im Hamburger „Telegraph für Deutschland“ erschienenen Rezension, die Karl Gutzkow zugeschrieben wird, bespricht der Verfasser das detailliert geschilderte „romantische Vagabondenleben“ und bedauert, das brillante Feuerwerk blende, aber erwärme nicht.[9]

Äußerungen ab dem 20. Jahrhundert
- Robert Mühlher[10] sieht den Text als Farce „vom lächerlichen Bemühen“ der beiden Vagabunden, „sich ins Weltglück einzuschmuggeln“.
- Josef Kunz[11] bemerkt, Denkeli rette Klarinett aus einem langweiligen Leben in der aristokratischen Welt in „die Unendlichkeit der Sehnsucht“.
- Das Wohlleben auf dem Schloss sei für Suppius vorbei, als der wirkliche Graf anreist. Die Wirklichkeit erweise sich stärker als die Phantasie. Eichendorff bewerkstellige die „realistische Auflösung“ der „romantischen Konfusion“.[12]
- Schulz[13] charakterisiert den Text treffend als „ein Scherzspiel in Erinnerung an den Taugenichts, aber ohne dessen innere Geschlossenheit“. Kremer,[14] der bei seinem Urteil ebenfalls am Taugenichts Maß nimmt, bemängelt zudem die anachronistische Tendenz.
- Nach Schiwy[15] spiegele die Schilderung des im Dreißigjährigen Krieg zerstörten Deutschlands die Desorientierung innerhalb der preußischen Gesellschaft ausgangs der 1830er Jahre wider.
- Schillbach und Schultz[16] sehen auch eine Verbindung zu dem „Taugenichts“. Die Jagd des Studenten Suppius nach dem Glück, also nach einer Frau, die ab und zu „wie ein Phantom“ erscheint, sei unter anderem „Sinnbild der Poesie“.

## Ausgaben

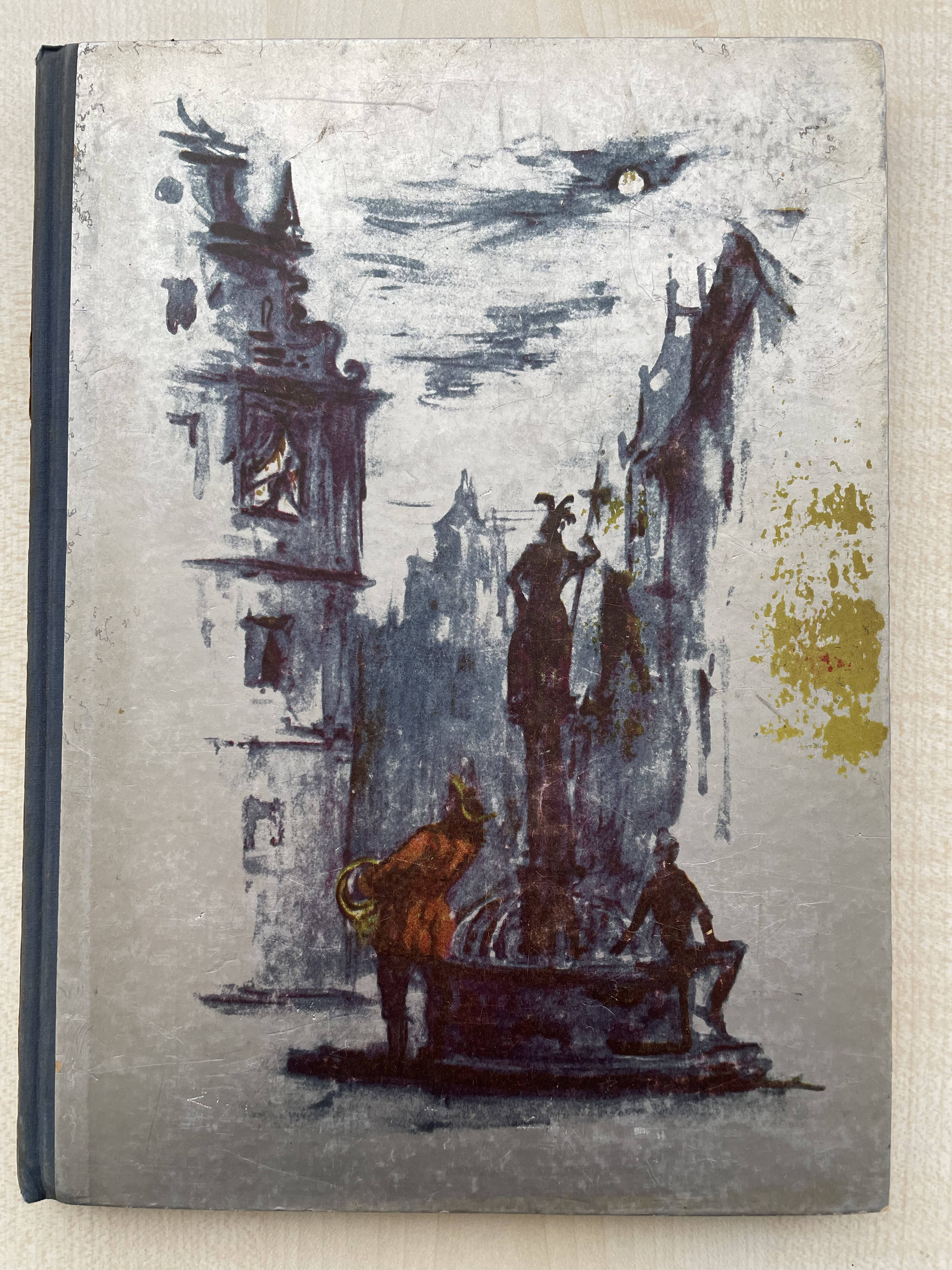
Cover der Ausgabe Joseph von Eichendorff: Die Glücksritter – Erzählung mit 31 Zeichnungen von Hans Meid. Deutsche Buch-Gemeinschaft, Berlin 1928.

- Joseph von Eichendorff: Die Glücksritter. In: Deutscher Novellenschatz. Hrsg. von Paul Heyse und Hermann Kurz. Bd. 3. 2. Aufl. Berlin, [1910], S. 87–159. In: Weitin, Thomas (Hrsg.): Volldigitalisiertes Korpus. Der Deutsche Novellenschatz. Darmstadt/Konstanz, 2016. (Digitalisat und Volltext im Deutschen Textarchiv)
- Joseph von Eichendorff: Die Glücksritter. Mit 6 handsignierten Kupfern von Ferdinand Staeger. Wiechmann, München, 1920.
- Joseph von Eichendorff: Die Glücksritter – Erzählung. Mit 31 Zeichnungen von Hans Meid. Deutsche Buchgemeinschaft Berlin 1928.
- Arno Lubos (Hrsg.): Joseph von Eichendorff: Die Glücksritter. Bergstadtverlag Wilhelm Gottlieb Korn, Würzburg 1960. ISBN 978-3-87057-034-7

### Zitierte Textausgabe
- Die Glücksritter. Novelle S. 509–558 in: Brigitte Schillbach, Hartwig Schultz (Hrsg.): Dichter und ihre Gesellen. Erzählungen II. in Wolfgang Frühwald (Hrsg.), Brigitte Schillbach (Hrsg.), Hartwig Schultz (Hrsg.): Joseph von Eichendorff. Werke in fünf Bänden. Band 3. Deutscher Klassiker Verlag, Frankfurt am Main 1993. ISBN 3-618-60130-1